# Collegium Gostomianum

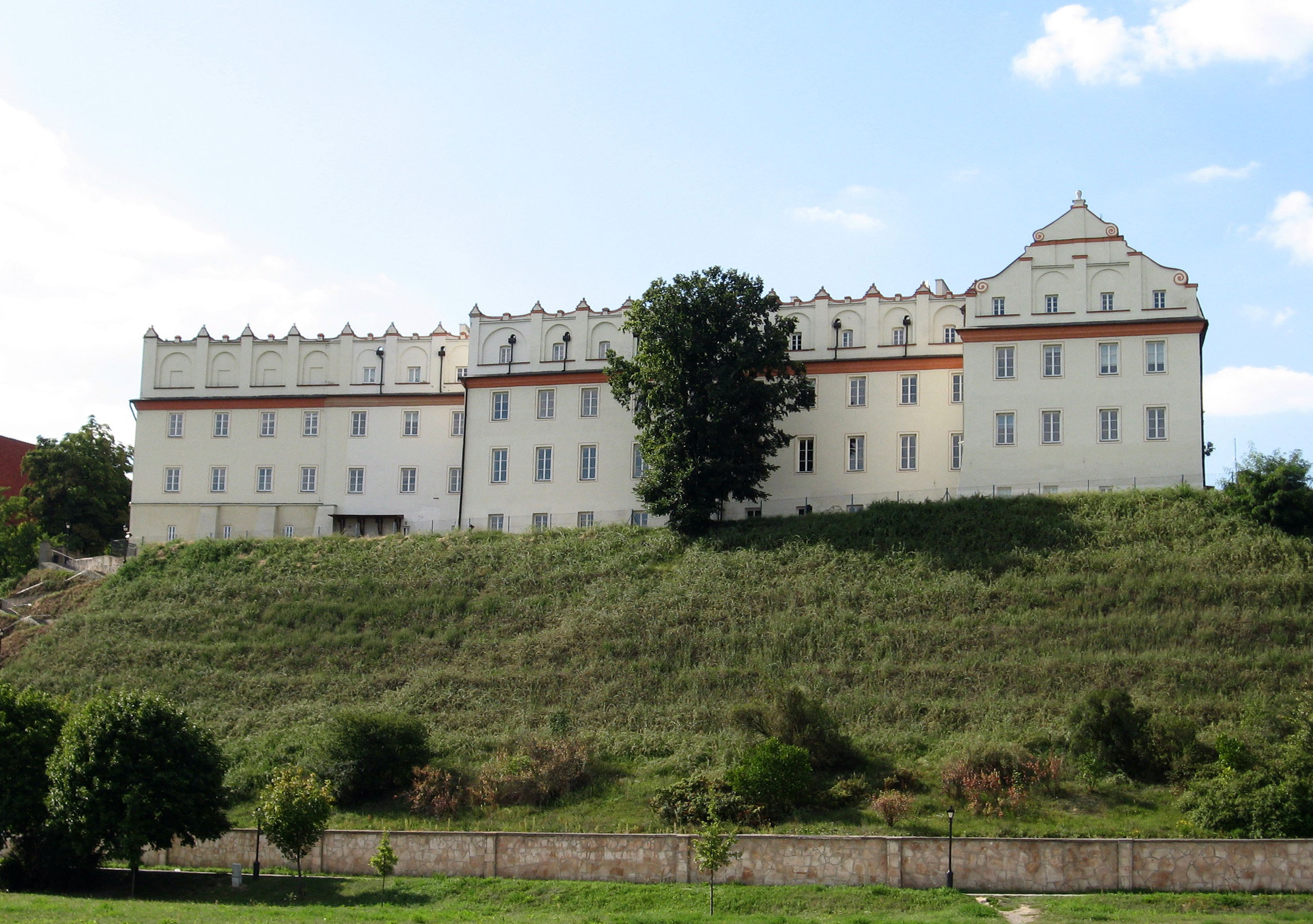
Collegium Gostomianum

Das Collegium Gostomianum ist ein historisches Gebäude im Süden der Altstadt von Sandomierz oberhalb des Weichselufers. Im Gebäude befindet sich seit Anfang des 17. Jahrhunderts eine Schule.

## Geschichte
Die Gegend um Sandomierz war im 16. Jahrhundert eine Hochburg der   Reformation, insbesondere waren die Polnischen Brüder hier zahlreich. 1570 wurde hier der Ausgleich zwischen den verschiedenen protestantischen Konfessionen in Polen-Litauen, der Consensus von Sandomir, geschlossen. Im Zuge der Gegenreformation kamen die Jesuiten in dieses Gebiet. 1602 stiftete der Woiwode von Großpolen Hieronim Gostomski das Collegium Gostomianum als Jesuitenschule. Er wurde dabei vom Krakauer Bischof Bernard Maciejowski unterstützt. Der Bau wurde von 1604 bis 1615 von Michał Hintz geleitet. Das frühbarocke Gebäude wurde bereits ab 1609 als Schule genutzt. Erster Rektor war der Jesuit Sebastian Bobola. 1712 kam  eine Druckerei hinzu. 1773 wurde der Jesuitenorden aufgehoben und die Schule als weltliche Einrichtung fortgeführt. Die Kommission für nationale Bildung übertrug dem Architekten Stanisław Zawadzki die Restaurierung des Gebäudes. Nach den polnischen Teilungen befand sich im Gebäude ein österreichisches Gymnasium. In den Jahren von 1820 bis 1826 wurde das Gebäude von Franciszek Reinstein nach Bränden saniert. Im 19. Jahrhundert wurde die romanisch-gotische Petruskirche, die bereits 1166 urkundlich erwähnt wurde, und der Südflügel der Schule abgetragen. Seit 2001 befindet sich in dem Gebäude das Erste Allgemeinbildende Lyceum.